# کلیرواتر ۱۹۳۹۸
سیارک ۱۹۳۹۸ (به انگلیسی: 19398 Creedence، نامگذاری:1998EM8) نوزده هزار و سیصد و نود و هشتمین سیارک کشف شده‌است که در ۲ مارس ۱۹۹۸ کشف شد.
قدر مطلق سیارک برابر ۱۱.۷ است.